# 伏妥昔单抗
伏妥昔单抗（INN：futuximab，开发代号：992 DS），或译夫妥昔单抗、福妥昔单抗，是一种嵌合单克隆抗体，设计用于治疗癌症。它充当免疫调节剂并与HER1结合。
该药物由Symphogen开发。